# Cube-ray
Cube-ray（キュベレイ）は日本のロックバンド。2005年に結成され、2006年12月に無期限活動停止後、2013年4月に活動再開。

## メンバー
- 高橋勲 - ギタリスト(7strings)。高橋勲 TECHNICAL UNIT。
- Ikuo - ベーシスト／ボーカリスト。BULL ZEICHEN 88。
- 長谷川浩二 - ドラマー。1983年から2005年末までロックバンドTHE ALFEEの専属ドラマーとして活動。

（Ikuoと長谷川は共にT.M.Revolutionやabingdon boys schoolでサポートメンバーとして参加している）

## アルバム
- 1st Mini Album『Cube-ray』
- 2nd Mini Album『the Shadow of Eruption』

## ラジオ番組
- 『"Cube-ray" presents JET STREAM ATTACK!!』（静岡エフエム放送 K-MIX／毎月1回日曜日放送）

## 所属
レーベル : dreammaker（他所属バンド：FULL AHEAD）、Battle Cry Sound
所属会社 : COSMIC BALANCE、株式会社oasI'S